# Open du pays de Galles de snooker 2015
L'Open du pays de Galles de snooker 2015 a eu lieu du 16 février au 22 février 2015 à la Motorpoint Arena de Cardiff. 
Le tenant du titre est Ronnie O'Sullivan qui avait battu Ding Junhui 9 frames à 3. Cette édition a été remportée par John Higgins qui a battu en finale Ben Woollaston 9 frames à 3. Le meilleur break (140 points) a été réalisé par Luca Brecel

## Dotation
| - Vainqueur: 60 000 £ - Finaliste: 30 000 £ - Demi-finalistes: 20 000 £ - Quart de finalistes: 10 000 £ - 8èmes de finalistes: 5 000 £ - 16èmes de finalistes: 2 500 £ - 32èmes de finalistes: 1 500 £ | - Meilleur break: 2 000 £ - Total: 300 000 £ |

La prime pour un 147 est de 10 000 £.

## Tableau final
| Finale : au meilleur des 17 manches. Arbitre : Marcel Eckardt Motorpoint Arena, Cardiff, Pays de Galles, 22 février 2015.                                    |                |                     |
| Ben Woollaston Angleterre | 3–9            | John Higgins Écosse |
| Afternoon: 4–120 (84), 71–51 (58), 17–101 (63), 0–105 (105), 74–23 (54), 0–84 (66), 62–19, 59–72 (Woollaston 59) Evening: 5–97, 34–69, 9–88 (68), 8–130 (83) |                |                     |
| 59 | Meilleur break | 105                 |
| 0 | Centuries      | 1                   |
| 3 | Breaks de 50+  | 6                   |

## Centuries
| - 140, 101 Luca Brecel - 137, 135, 134, 105, 103, 101 John Higgins - 136 Matthew Stevens - 135, 131, 120, 114 Mark Selby - 133, 101 Mark Allen - 132 Joe Perry - 131, 116, 113, 103 Neil Robertson - 130 Thepchaiya Un-Nooh - 125, 106, 101 Matthew Selt - 122 Peter Ebdon - 119 Alex Borg - 117, 106, 102 Shaun Murphy - 116, 101 Stephen Maguire - 115, 105, 107 Marco Fu - 112 Ding Junhui - 110, 104 Judd Trump - 109 Anthony McGill | - 108, 105, 103 Mark Williams - 108, 103 Ben Woollaston - 108 Ricky Walden - 107 Chris Wakelin - 106 Ronnie O'Sullivan - 104 Jimmy White - 104 Elliot Slessor - 104 Dechawat Poomjaeng - 103 Mark Joyce - 103 Gerard Greene - 103 Ali Carter - 102 Fergal O'Brien - 102 Jamie Jones - 101 Rod Lawler - 100 Ken Doherty - 100 Jamie Cope - 100 Alan McManus |